# La Maison de campagne
Pour plus de détails, voir Fiche technique et Distribution.
La Maison de campagne est un film français réalisé par Jean Girault, sorti en 1969.

## Synopsis
Lorette et Bertrand Boiselier sont heureux avec leurs trois enfants. Le couple achète une maison de campagne. Mais les travaux coûtent cher et Lorette rajoute toujours quelque chose. 
Le premier week-end qu'ils passent dans leur maison, Bertrand annonce qu'il a vendu l'appartement à Paris et qu'ils vont devenir de "vrais campagnards".

## Fiche technique
- Réalisation : Jean Girault, assisté de Tony Aboyantz
- Scénario : Jean-Claude Dumoutier, Jacques Vilfrid (adaptation et dialogues)
- Musique : Raymond Lefevre
- Montage : Armand Psenny
- Producteur : Raymond Borderie
- Société de production : C.I.C.C. Films Borderie, Story Films et Terra Film
- Pays de production :  France
- Genre : Comédie
- Durée : 87 minutes (1 h 27)
- Format : Couleur Eastmancolor - son mono
- Dates de sortie : France : 10 novembre 1969

## Distribution
- Danielle Darrieux : Lorette Boiselier
- Jean Richard : Bertrand Boiselier
- Xavier Gélin : Gérard
- Jacqueline Coué : Martine Boiselier
- Guy Tréjan : le client
- Maria Pacôme : Véronique
- Laurence Badie : Marthe
- Christine Barclay : la femme du client (créditée Marie-Christine Barclay)
- Denise Grey : la baronne de Bocquigny
- Bernard Tiphaine : Louis-Philippe de Moncontour
- André Luguet : le baron de Bocquigny
- Thierry Krust : Patrick Boiselier
- Yves Barsacq : Langlois
- Raoul Delfosse
- Robert Rollis : un peintre
- Serge Marquand : le taupier
- Jacques Maury : l'automobiliste courtois
- Jean Valmence : le mari de Véronique
- René Pascal (sous le nom de René Bazart)
- Yves Elliot : Langlois
- Alain Fourès : Maxime Garnier
- René Lefevre-Bel : Antoine
- Jean Rupert : l'agent immobilier
- Renée Gardès : la seconde bonne (non créditée)
- Bruno Pradal : un invité (non crédité)